# Chilvers Coton
Chilvers Coton est une agglomération de la périphérie sud de la ville de Nuneaton dans le Warwickshire, en Angleterre, dont elle est séparée de 1,6 km du centre.
Chilvers Coton a d’abord été un village et une paroisse civile, mentionnés dans le Domesday Book de 1086 sous le nom de « Celverdestoche ». La romancière Mary Ann Evans (mieux connue sous son nom de plume de George Eliot) est née dans la paroisse et y a vécu ses vingt premirès années, à Griff House, jusqu'en 1841. Chilvers Coton a inspiré le village fictif de Shepperton dans son roman Scenes of Clerical Life. Comme Nuneaton, Chilvers Coton était historiquement un centre des industries du tissage et de l'extraction du charbon,.
En 1894, la paroisse de Chilvers Coton est réunie à celle de Nuneaton pour former un district urbain, qui devient un arrondissement municipal en 1907. En 1911, la paroisse de Chilvers Coton comptait 10 492 habitants. Elle est officiellement absorbée par Nuneaton en 1920.
L’édifice paroissial d'origine de L'Église d'Angleterre dans la région est l'église All Saints, datant du XIIIe siècle avec des ajouts du XIXe siècle. La majeure partie du bâtiment, à l'exception de sa tour, a été détruite pendant la Seconde Guerre mondiale lors d'un raid aérien allemand sur Nuneaton, puis reconstruite entre 1946 et 1951 par des prisonniers de guerre allemands. Une église catholique romaine, Notre-Dame des Anges se trouve également dans le quartier, ainsi qu'une chapelle méthodiste.
Entre 1850 et 1965, Chilvers Coton était desservie par sa propre gare ferroviaire sur la ligne Coventry-Nuneaton . Le canal de Coventry traverse également la région.